# دانيال ريتشاردز
دانيال ريتشاردز (بالإنجليزية: Daniel Richards)‏ هو سمسار العقارات أمريكي، ولد في 10 يوليو 1980 في ميدلوثيان فرجينيا ‏ في الولايات المتحدة.

## وصلات خارجية
- دانيال ريتشاردز على موقع WrestlingData.com (الإنجليزية)
- دانيال ريتشاردز على موقع CageMatch worker (الإنجليزية)